# Формига, Жусиер
Жусиер да Силва (порт.-браз. Jussier da Silva, более известный как Жусиер Формига (порт.-браз. Jussier Formiga; род. 14 апреля 1985, Натал) — бразильский боец смешанного стиля, представитель наилегчайшей весовой категории. Выступает на профессиональном уровне начиная с 2005 года, известен по участию в турнирах бойцовских организаций UFC, Tachi Palace Fights, Shooto и др.

## Биография
Жусиер Формига родился 14 апреля 1985 года в городе Натал штата Риу-Гранди-ду-Норти. Практиковал бразильское джиу-джитсу и дзюдо, добившись в обеих этих дисциплинах чёрных поясов. Проходил подготовку в зале Nova União.

### Начало профессиональной карьеры
Дебютировал в смешанных единоборствах на профессиональном уровне в мае 2005 года, с помощью рычага локтя заставил своего соперника сдаться в первом же раунде. С 2008 года успешно выступал в бразильском филиале промоушена Shooto, где в частности завоевал и дважды защитил титул чемпиона Южной Америки в категории 55,8 кг.

### Tachi Palace Fights
В 2010 году Формига подписал контракт на четыре боя с калифорнийской организацией Tachi Palace Fights и благополучно дебютировал здесь, выиграв единогласным решением судей у Дэнни Мартинеса.
В феврале 2011 года по очкам уступил Иану Макколлу, потерпев тем самым первое поражение в профессиональной карьере.
В августе 2011 года на очередном турнире TPF отметился победой над японцем Мамору Ямагути.

### Ultimate Fighting Championship
Имея в послужном списке 14 побед и только одно поражение, Формига привлёк к себе внимание крупнейшей бойцовской организации мира Ultimate Fighting Championship и в июле 2012 года подписал с ней долгосрочный контракт. Впервые выступил в октагоне UFC уже в октябре, встретившись в претендентском бою наилегчайшего веса с Джоном Додсоном — после неспешного первого раунда начал поддаваться напору Додсона и во втором раунде проиграл техническим нокаутом.
В 2013 году единогласным решением выиграл у Криса Кариасо, но техническим нокаутом проиграл Джозефу Бенавидесу.
В 2014 году отметился победами над Скоттом Йоргенсеном и Заком Маковски. Планировался также бой против Джона Мораги, но Формига вынужден был сняться с этого турнира из-за травмы.
В 2015 году единогласным решением взял верх над соотечественником Вилсоном Рейсом, но раздельным решением уступил американскому борцу Генри Сехудо.
В сентябре 2016 года единогласным судейским решением выиграл у Дастина Ортиса.
На январь 2017 года планировался бой против Серхио Петтиса, но за месяц до начала турнира Формигу убрали из карда и заменили Джоном Морагой. Позже он единогласным решением проиграл Рею Боргу, с помощью удушающего приёма сзади принудил к сдаче Юту Сасаки.
В феврале 2018 года технической сдачей выиграл у Бена Нгуена, заработав бонус за лучшее выступление вечера.

## Статистика в профессиональном ММА
| Боёв 31  | Побед 24 | Поражений 7 |
| -------- | -------- | ----------- |
| Нокаутом | 0        | 4           |
| Сдачей   | 10       | 0           |
| Решением | 14       | 3           |

| Результат | Рекорд | Соперник           | Способ                             | Турнир                                       | Дата             | Раунд | Время | Место                    | Примечание                                                       |
| --------- | ------ | ------------------ | ---------------------------------- | -------------------------------------------- | ---------------- | ----- | ----- | ------------------------ | ---------------------------------------------------------------- |
| Поражение | 23-8   | Алекс Перес        | TKO (удары по ногам)               | UFC 250                                      | 6 июня 2020      | 1     | 4:06  | Лас-Вегас, США           |                                                                  |
| Поражение | 23-7   | Брэндон Морено     | Единогласное решение               | UFC Fight Night: Lee vs. Oliveira            | 14 марта 2020    | 3     | 5:00  | Бразилиа, Бразилия       |                                                                  |
| Поражение | 23-6   | Джозеф Бенавидес   | TKO (удары)                        | UFC on ESPN: Ngannou vs. dos Santos          | 29 июня 2019     | 2     | 4:47  | Миннеаполис, США         |                                                                  |
| Победа    | 23-5   | Дейвисон Фигейреду | Единогласное решение               | UFC Fight Night: Thompson vs. Pettis         | 23 марта 2019    | 3     | 5:00  | Нашвилл, США             |                                                                  |
| Победа    | 22-5   | Серхио Петтис      | Единогласное решение               | UFC 229                                      | 6 октября 2018   | 3     | 5:00  | Лас-Вегас, США           |                                                                  |
| Победа    | 21-5   | Бен Нгуен          | Техническая сдача (удушение сзади) | UFC 221                                      | 11 февраля 2018  | 3     | 1:43  | Перт, Австралия          | Выступление вечера.                                              |
| Победа    | 20-5   | Юта Сасаки         | Сдача (удушение сзади)             | UFC Fight Night: Saint Preux vs. Okami       | 23 сентября 2017 | 1     | 4:30  | Сайтама, Япония          |                                                                  |
| Поражение | 19-5   | Рей Борг           | Единогласное решение               | UFC Fight Night: Belfort vs. Gastelum        | 11 марта 2017    | 3     | 5:00  | Форталеза, Бразилия      |                                                                  |
| Победа    | 19-4   | Дастин Ортис       | Единогласное решение               | UFC Fight Night: Cyborg vs. Lansberg         | 24 сентября 2016 | 3     | 5:00  | Бразилиа, Бразилия       |                                                                  |
| Поражение | 18-4   | Генри Сехудо       | Раздельное решение                 | The Ultimate Fighter Latin America 2 Finale  | 21 ноября 2015   | 3     | 5:00  | Монтеррей, Мексика       |                                                                  |
| Победа    | 18-3   | Вилсон Рейс        | Единогласное решение               | UFC Fight Night: Condit vs. Alves            | 30 мая 2015      | 3     | 5:00  | Гояния, Бразилия         |                                                                  |
| Победа    | 17-3   | Зак Маковски       | Единогласное решение               | UFC Fight Night: Bader vs. Saint Preux       | 16 августа 2014  | 3     | 5:00  | Бангор, США              |                                                                  |
| Победа    | 16-3   | Скотт Йоргенсен    | Сдача (удушение сзади)             | UFC Fight Night: Shogun vs. Henderson 2      | 23 марта 2014    | 1     | 3:07  | Натал, Бразилия          |                                                                  |
| Поражение | 15-3   | Джозеф Бенавидес   | TKO (удары)                        | UFC Fight Night: Teixeira vs. Bader          | 4 сентября 2013  | 1     | 3:07  | Белу-Оризонти, Бразилия  |                                                                  |
| Победа    | 15-2   | Крис Кариасо       | Единогласное решение               | UFC on FX: Belfort vs. Rockhold              | 18 мая 2013      | 3     | 5:00  | Жарагуа-ду-Сул, Бразилия |                                                                  |
| Поражение | 14-2   | Джон Додсон        | TKO (удары руками)                 | UFC on FX: Browne vs. Bigfoot                | 5 октября 2012   | 2     | 4:35  | Миннеаполис, США         | Претендентский бой в наилегчайшем весе.                          |
| Победа    | 14-1   | Сидней Оливейра    | Сдача (удушение сзади)             | Shooto Brazil 31                             | 29 июня 2012     | 1     | 2:45  | Бразилиа, Бразилия       |                                                                  |
| Победа    | 13-1   | Мартин Кориа       | Сдача (треугольник)                | Coliseu Extreme Fight                        | 18 марта 2012    | 3     | 2:11  | Масейо, Бразилия         |                                                                  |
| Победа    | 12-1   | Родригу Сантус     | Сдача (удушение сзади)             | Fort MMA Championships 1                     | 15 декабря 2011  | 1     | 3:52  | Натал, Бразилия          |                                                                  |
| Победа    | 11-1   | Микаэл Вилиан      | Сдача (удушение сзади)             | Shooto Brazil 26                             | 29 октября 2011  | 2     | 4:55  | Рио-де-Жанейро, Бразилия | Защитил титул чемпиона Южной Америки Shooto в категории 55,8 кг. |
| Победа    | 10-1   | Мамору Ямагути     | Единогласное решение               | Tachi Palace Fights 10                       | 5 августа 2011   | 3     | 5:00  | Лемор, США               |                                                                  |
| Поражение | 9-1    | Иан Макколл        | Единогласное решение               | TPF 8: All or Nothing                        | 18 февраля 2011  | 3     | 5:00  | Лемор, США               |                                                                  |
| Победа    | 9-0    | Дэнни Мартинес     | Единогласное решение               | Tachi Palace Fights 7                        | 2 декабря 2010   | 3     | 5:00  | Лемор, США               |                                                                  |
| Победа    | 8-0    | Алешандре Пантожа  | Единогласное решение               | Shooto Brazil 16                             | 12 июня 2010     | 3     | 5:00  | Рио-де-Жанейро, Бразилия | Защитил титул чемпиона Южной Америки Shooto в категории 55,8 кг. |
| Победа    | 7-0    | Синъити Кодзима    | Единогласное решение               | Shooto Revolutionary Exchanges 1: Undefeated | 19 июля 2009     | 3     | 5:00  | Токио, Япония            |                                                                  |
| Победа    | 6-0    | Микаэл Вилиан      | Раздельное решение                 | Shooto Brazil 9                              | 29 ноября 2008   | 3     | 5:00  | Форталеза, Бразилия      | Выиграл титул чемпиона Южной Америки Shooto в категории 55,8 кг. |
| Победа    | 5-0    | Ральф Лорен        | Сдача (удушение сзади)             | Shooto Brazil 8                              | 30 августа 2008  | 1     | 1:46  | Рио-де-Жанейро, Бразилия |                                                                  |
| Победа    | 4-0    | Жозе Мария Томе    | Сдача (удушение сзади)             | Original Bairros Fight 7                     | 9 марта 2008     | 1     | 3:41  | Натал, Бразилия          |                                                                  |
| Победа    | 3-0    | Ариналду Батиста   | Единогласное решение               | Hikari Fight                                 | 14 января 2006   | 3     | 5:00  | Натал, Бразилия          |                                                                  |
| Победа    | 2-0    | Амаури Жуниор      | Единогласное решение               | Mossoró Fight                                | 26 августа 2005  | 3     | 5:00  | Мосоро, Бразилия         |                                                                  |
| Победа    | 1-0    | Шакал Шакал        | Сдача (рычаг локтя)                | Tremons Fight                                | 13 мая 2005      | 1     | 3:20  | Натал, Бразилия          |                                                                  |